# Doboj
Doboj (serbisk kyrilliska: Добој) är en stad belägen i kommunen Doboj, Serbiska republiken, norra Bosnien och Hercegovina. Staden ligger vid floden Bosna, cirka 100 kilometer norr om Sarajevo. Doboj hade 25 132 invånare vid folkräkningen år 2013.
Av invånarna i Doboj är 77,93 % serber, 15,11 % bosniaker, 2,80 % kroater, 0,59 % romer, 0,45 % bosnier och 0,38 % muslimer (2013).
Staden är känd för sin medeltida borg.

## Geografi och klimat
Staden är belägen cirka 144 meter över havet. I Doboj råder det ett typiskt inlandsklimat, vilket innebär relativt kalla vintrar och varma somrar. Den årliga medeltemperaturen är 10,5 °C. Årsnederbörden uppgår till cirka 900–1 000 mm.

## Bildgalleri

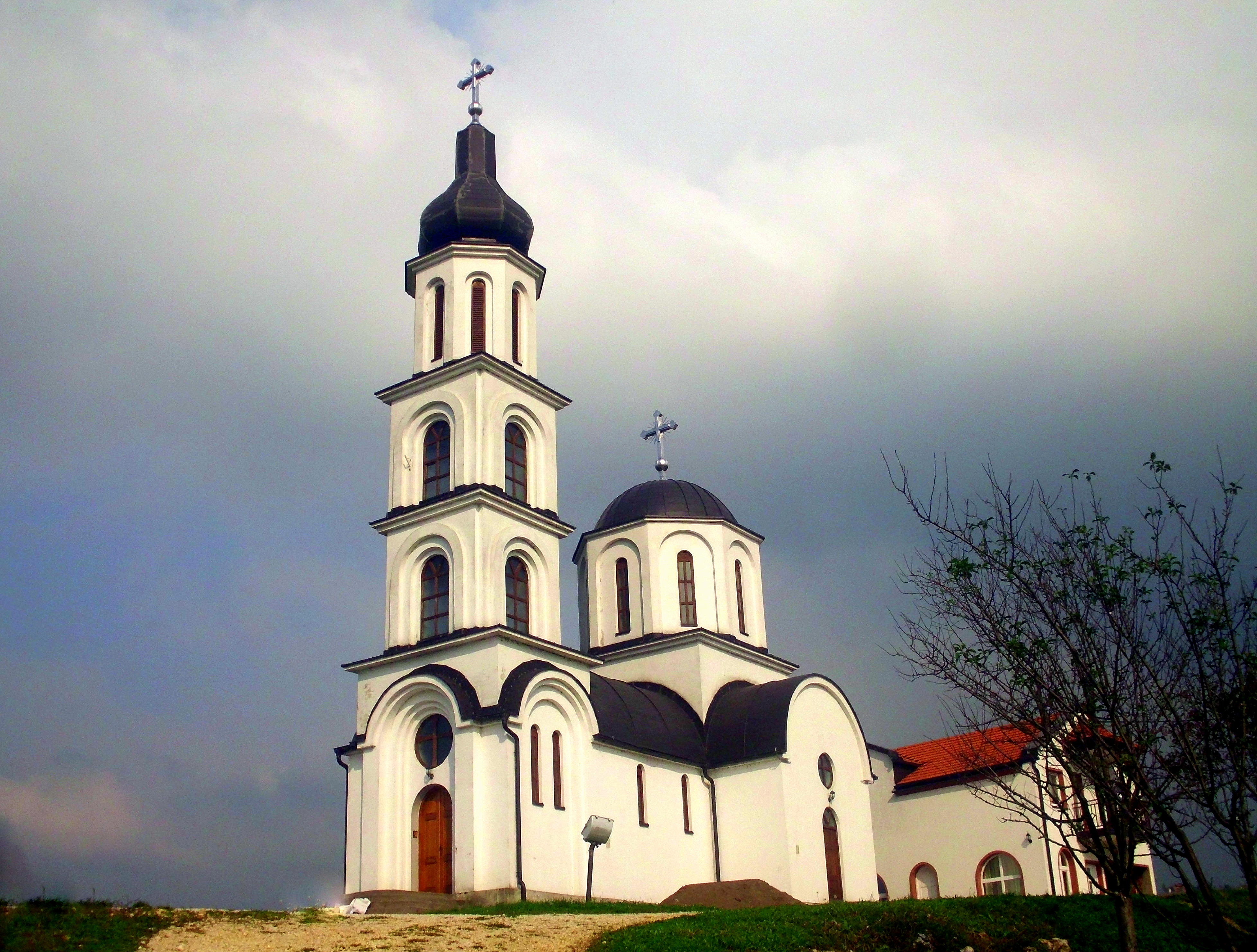
Serbisk-ortodox kyrka i Doboj.
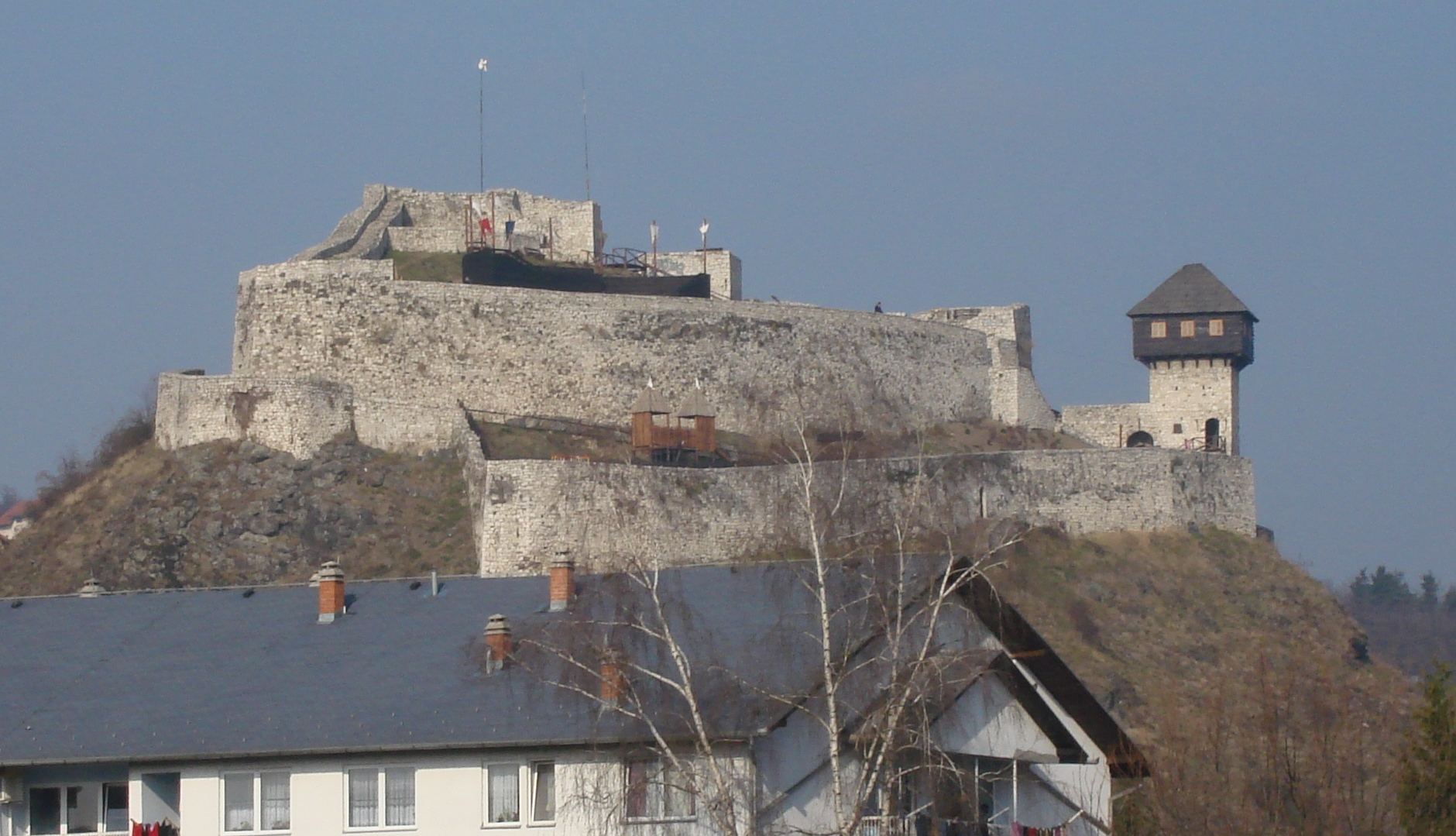
Dobojs borg.
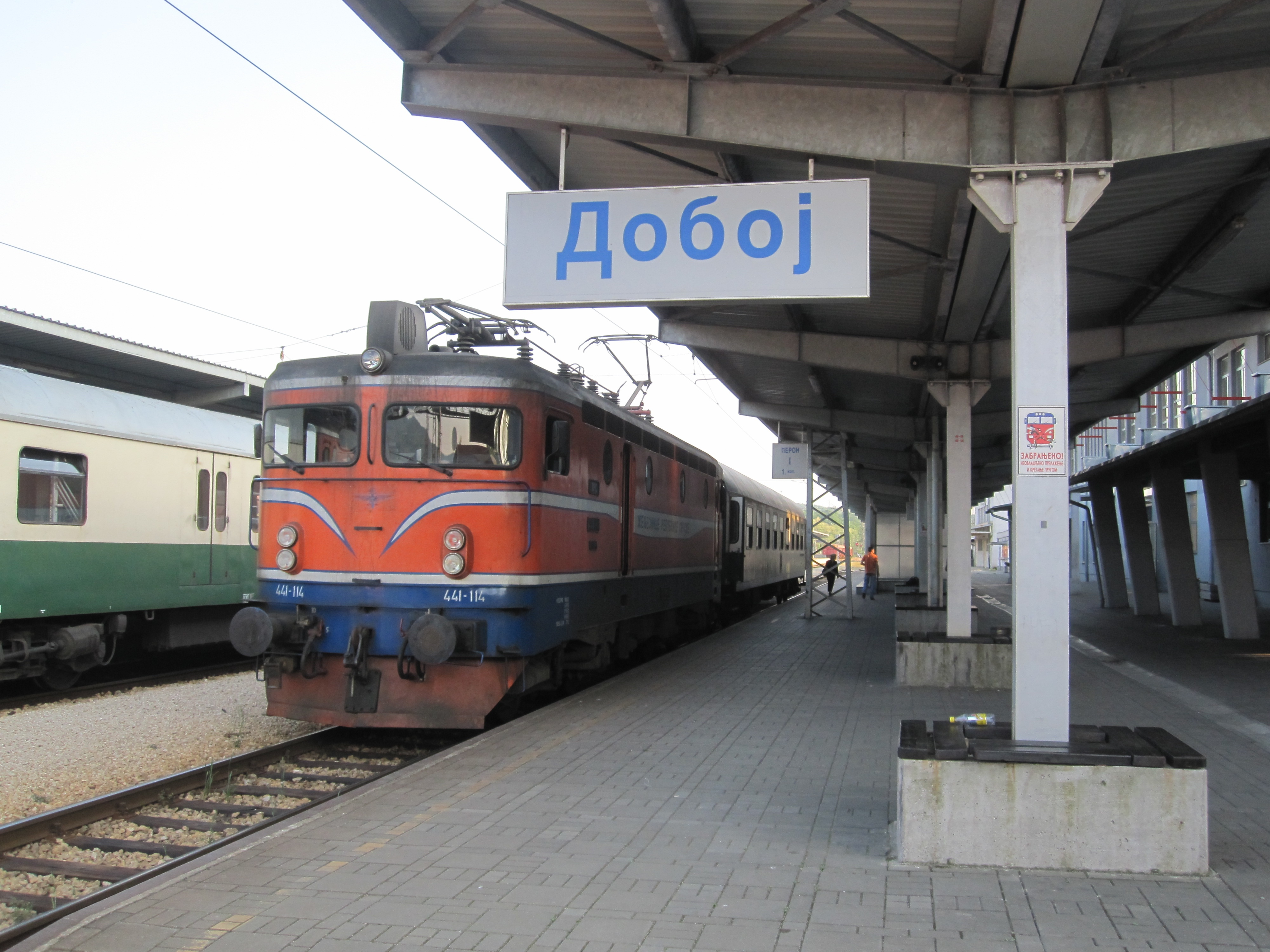
Dobojs järnvägsstation 2011.